# 博愛醫院歷屆總理聯誼會鄭任安夫人千禧小學
博愛醫院歷屆總理聯誼會鄭任安夫人千禧小學（英語：A.D.& F.D. of Pok Oi Hospital Mrs. Cheng Yam On Millennium School），為香港一所設於屯門區的津貼小學，原為1985年創立的「博愛醫院歷屆總理聯誼會鄭任安夫人學校」下午校，2003年遷入現址並改為全日制。

## 歷史
此校前身為博愛醫院歷屆總理聯誼會鄭任安夫人學校下午校，於1985年創立，初期為附設於上午校的「下午部」，首年僅設4班小一；至1988年，原校正式從上午校剝離，成為同一校舍內的下午校。
由於原有校舍經擴建後，仍不足以將上、下午校合併為單一的全日制學校，原校於2001年競投位於掃管笏現址的校舍，並獲受理。至2003年，隨著現時的校舍落成，原校正式分拆為一所獨立的全日制小學。

## 歷屆行政人員

### 校監
- 鄭任安 先生（1985年-2015年7月26日，創校校監及贊助人；任內離世）
- 彭啟明 先生（2015年7月27日起，現任校監）

### 校長

#### 半日制時期
- 鄭登友 先生（1985年-1988年，上午校及附設下午部創校校長）
- 莫希文 先生[5]（1988年-2003年，下午校獨立後首任校長，隨原校分拆而過渡）

#### 全日制時期
- 莫希文 先生（2003年-2007年，全日制首任校長）[6]
- 蔡劍冬 先生（2007年起，現任校長）[7]

## 校舍
本校校舍雖為千禧校舍，但由於地方所限，興建時無法使用一般的「L型」千禧校舍之設計，最後改用「一字型」的設計以便土地運用。校舍佔地約6,880平方米，設有30間課室及多間特別室。
校舍由德信建築承建，於2001年12月動工，至2003年9月正式啟用。

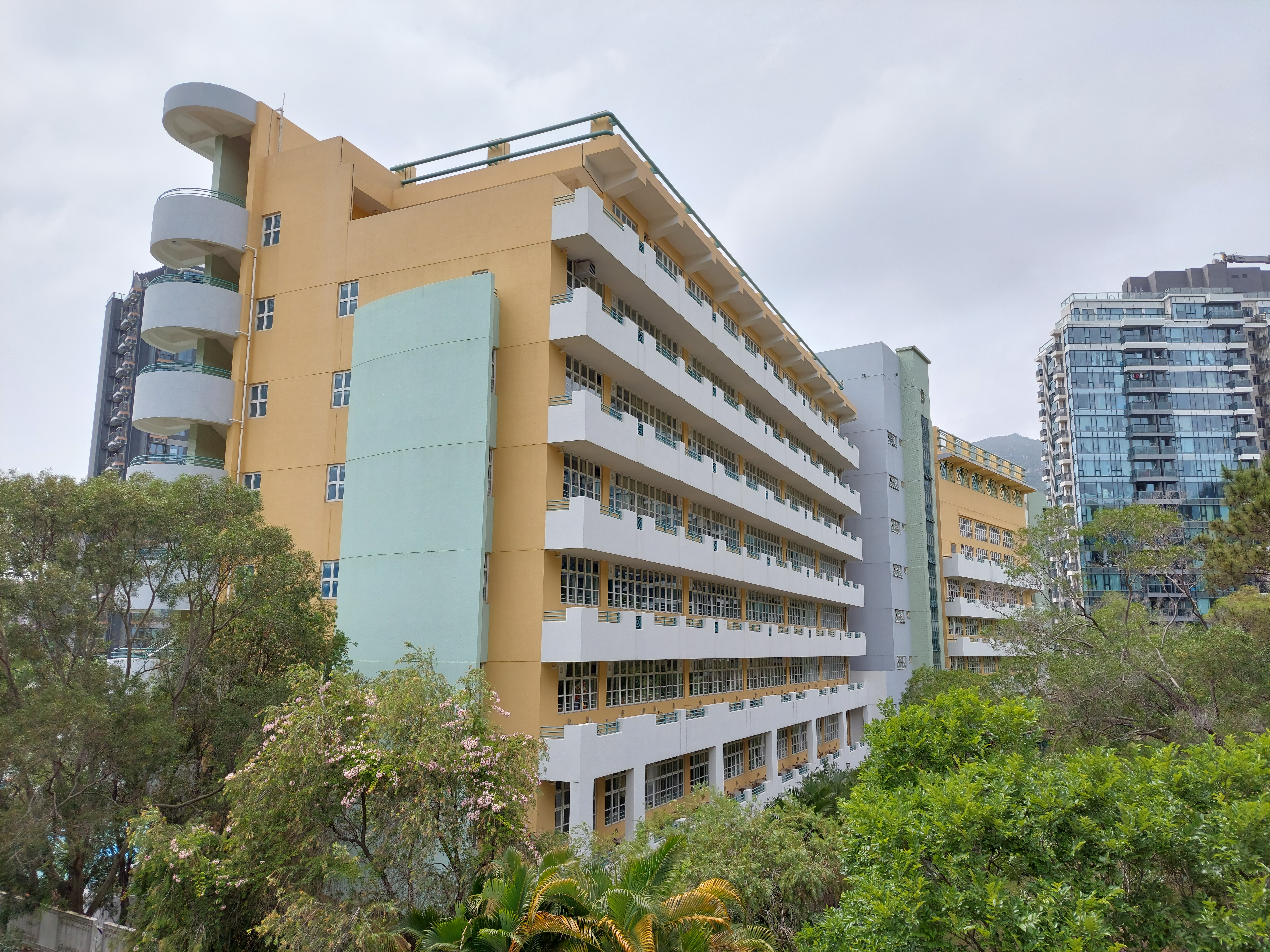
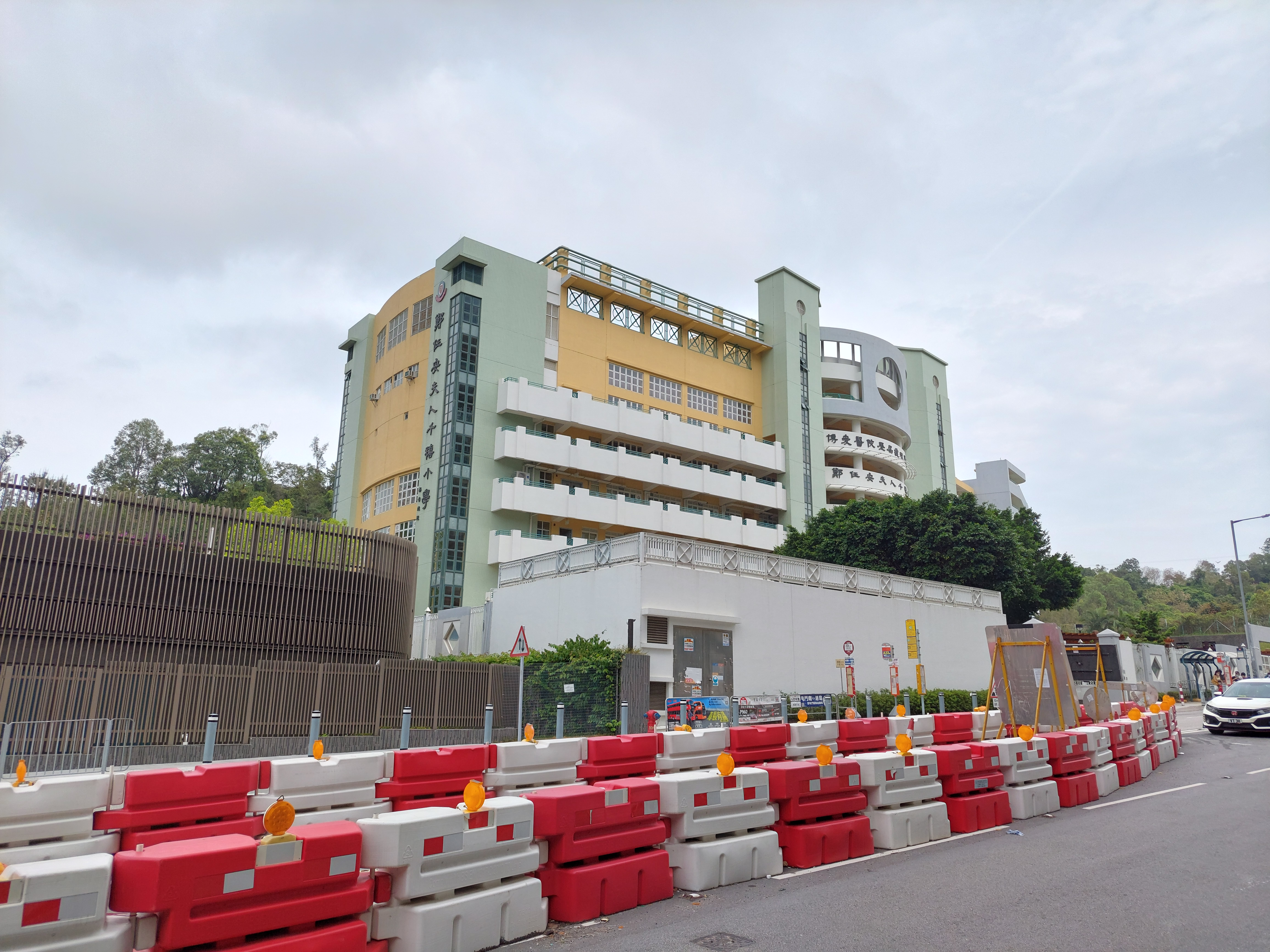

## 軼事
- 於遷入現時校舍首數年，由於僅有一條九鐵接駁巴士路線途經校外，加上巴士班次十分疏落，而部分基層學生無法負擔昂貴的校巴車資，導致師生不時要步行經過鄰近村落才能到達有巴士的道路，惹人非議。校方曾向九鐵公司及政府爭取增強相關路線服務但不果[6]，直至兩鐵合併後港鐵才加開由本校開出的特別巴士班次。
- 2017年1月4日，當時就讀此校小學一年級的張姓男生因感染季節性流感，併發腦炎，於屯門醫院病逝。事後，校方向該名男生的家人致以慰問，並隨即為同級學生安排緊急輔導[11]。
- 2022年1月11日，此校一名小六學生確診2019冠狀病毒病，導致全校需於翌日起暫停所有課堂14日，而上學期考試亦告取消[12]；此外，其餘師生亦須按《強制檢測公告》指示，於指定期限內進行病毒檢測。

## 著名/傑出校友
- 張子君：時事評論員、前商業電台節目主持[13]
- 游學修：香港男藝人[14]

## 註解
1. ↑  2021/22年度[1]
2. ↑  2021/22年度[2]
3. ↑  由於地盤較為狹窄，此校校舍的課室及禮堂大樓呈一字形排列，以將兩個籃球場併合。值得一提的是，此校設計源自曾擬於路德會聖馬太學校（秀茂坪）採用的特別版校舍，但後者最後改回標準設計[8]。

## 外部連結
- 博愛醫院歷屆總理聯誼會鄭任安夫人千禧小學官方網頁 （页面存档备份，存于）